# Dorothy Bridges
Dorothy Bridges (Worcester, Massachusetts, 19 september 1915 – Los Angeles, 16 februari 2009) was een Amerikaanse actrice.
De ouders van Bridges waren afkomstig uit Liverpool, Engeland. Wanneer ze twee jaar oud was, verhuisde het gezin naar Los Angeles. Op de toneelafdeling van de Universiteit van Californië leerde ze haar latere man Lloyd Bridges kennen. Ze trouwden in 1938 en kregen een dochter en drie zonen samen.
Dorothy Bridges maakte op zesjarige leeftijd haar acteerdebuut in de film Finders Keepers uit 1921. Met haar man Lloyd studeerde ze drama in New York, totdat hij een contract kreeg in Hollywood. Twee zonen werden ook acteurs, Beau Bridges en Jeff Bridges, alsook enkele kleinkinderen, onder wie haar kleinzoon Jordan Bridges. Zijzelf acteerde voornamelijk in producties waaraan haar familie meewerkte. Zo was ze te zien in de televisieserie Sea Hunt met haar man in de hoofdrol en in de film See You in the Morning naast haar zoon Jeff. Verder speelde ze ook een rol in twee door haar zoon Beau geregisseerde tv-films The Thanksgiving Promise en Secret Sins of the Father.
In 2005 bracht ze op 89-jarige leeftijd haar memoires You Caught Me Kissing: A Love Story uit.